# Johann Julius Walbaum
Pour les articles homonymes, voir Walbaum.
Johann Julius Walbaum est un médecin et un naturaliste allemand, né le 30 juin 1724 et mort le 21 août 1799.
Il constitue un grand cabinet de curiosités à Lubeck et se fait connaître par ses publications sur les poissons et les tortues. En ichtyologie, sa principale contribution est la réédition du livre Peter Artedi (1705-1735) qui présente toutes les espèces connues à l'époque augmentées par une bibliographie mise à jour à Walbaum.
Il décrit près de 200 nouvelles espèces, dont 43 encore valides aujourd'hui, suivant les critères linnéens. Il renomme ainsi les espèces créées par Johann David Schöpf (1752-1800), Georg Wilhelm Steller (1709-1746), Thomas Pennant (1726-1798) et Stepan Kracheninnikov (1711-1755). Ce livre sera très sévèrement critiqué par Georges Cuvier (1769-1832). Son œuvre est réévaluée par Theodore Nicholas Gill (1837-1914) qui reconnaît son intérêt notamment pour ses descriptions de divers genres décrits par d’autres.

## Publications
- Disputatio ... de venæ sectione, 1749
- Index pharmacopolii completi cum calendario pharmaceutico, Gleditsch, Leipzig 1767-69
- Beschreibung von vier bunten Taubentauchern und der Eidergans, Lübeck 1778
- Chelonographia oder Beschreibung einiger Schildkröten nach natürlichen Urbildern, Gleditsch, Leipzig und Lübeck 1782